# Bardcore
Il bardcore (dal termine celtico "bardo", ovvero "poeta" o "narratore"), anche chiamato tavernwave, è un microgenere musicale nato nella seconda metà degli anni 2010, che consiste nel riproporre delle canzoni popolari in stile medievale.

## Storia
Già prima del 2020, vari adattamenti medievali di canzoni pop avevano ricevuto molta attenzione su YouTube, come quello di Toxicity dei System of a Down, che dopo essere stato pubblicato nel dicembre del 2017 ha attratto milioni di ascoltatori.
Tuttavia, The Guardian afferma che il bardcore sia diventato un trend distinto solo il 20 aprile 2020, quando lo youtuber ventisettenne tedesco Cornelius Link pubblicò su YouTube la versione medievale del singolo Astronomia di Tony Igy, colonna sonora del meme Dancing Pallbearers.
Lo stesso youtuber pubblicò a poche settimane di distanza un adattamento bardcore strumentale del brano "Pumped Up Kicks" di Foster the People, che una youtuber canadese, Hildegard von Blingin' (riferimento alla musicista medievale Ildegarda di Bingen), ha successivamente riproposto con l'aggiunta di una traccia vocale, basata sul brano originale ma adattata al medioevo. La stessa youtuber ha in seguito pubblicato la versione bardcore di Bad Romance di Lady Gaga, di Creep dei Radiohead e di Jolene di Dolly Parton, adattando ritmo e testo al genere medievale.
Il genere è stato reso inoltre popolare con l'adattamento della canzone Hips Don't Lie di Shakira, che è stata alla base di molti meme ispirati al medioevo e pubblicati sui social network.
Il trend è stato poi seguito da molti altri youtuber, come Graywyck, Constantine e Samus Ordicus. Elmira Tanatarova in i-D sostiene che il bardcore porta su di sé il peso di anni di meme sul Medioevo e la tetra oscurità che avvolge quel periodo, che fa appello all'umore esistenziale della Generazione Z.
Il cantautore di origine indiana Ja Khole, meglio noto con il nome The_miracle_aligner, è conosciuto per le sue cover di canzoni popolari cantate in lingue antiche, come ad esempio latino (classico e tardo), greco attico, inglese antico e francese antico: ha acquisito popolarità con la sua versione in latino classico della famosa canzone dei Nirvana Smells Like Teen Spirit.
Per i testi, il musicista collabora con degli altri utenti che hanno esperienza nelle lingue scelte di volta in volta. Una caratteristica dei brani è che i testi vengono riadattati in modo da essere più in linea con il periodo storico in cui si parlava la lingua scelta per la canzone: ad esempio, nella versione in greco attico di Seven Nation Army degli White Stripes, la parola originale "Wichita" (città nel Kansas) viene sostituita dal termine greco antico per "Colchide", una regione della mitologia greca dove si riteneva si trovasse il leggendario vello d'oro (la Colchide era anche una regione reale, corrispondente a parte dell'attuale Georgia).